# 3 Dywizja Strzelców Polskich (WP na Wschodzie)

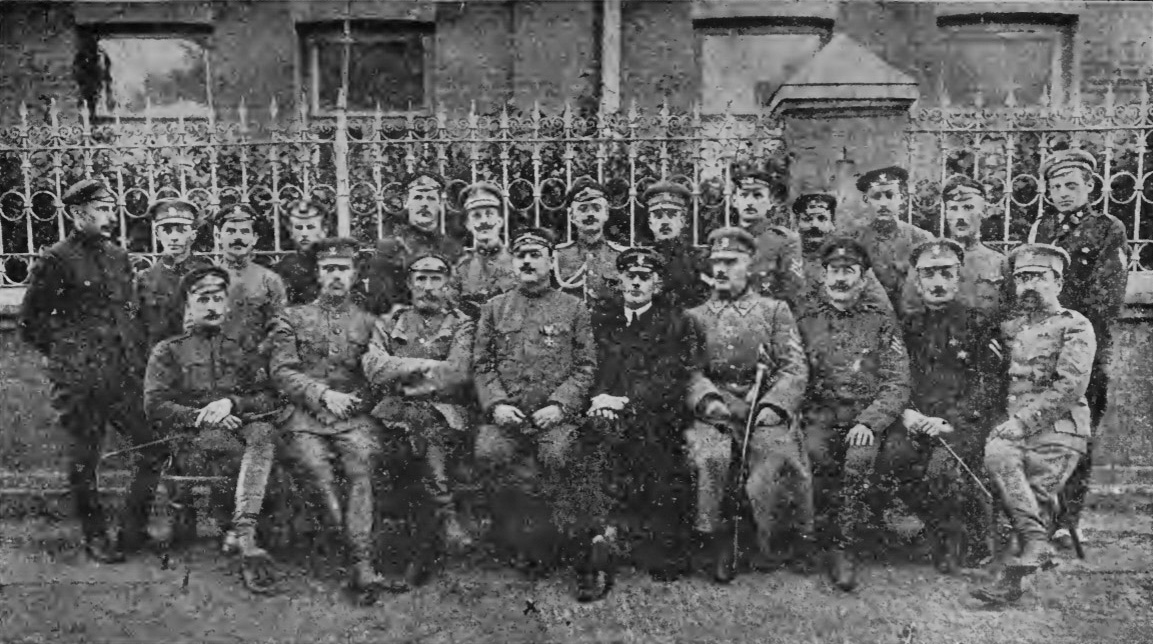
Sztab 3 Dywizji Strzelców Polskich w Jelni; czwarty od lewej dowódca generał - por. Wacław Iwaszkiewicz-Rudoszański

3 Dywizja Strzelców Polskich (3 DSP) – wielka jednostka piechoty Wojska Polskiego na Wschodzie.
3 Dywizja Strzelców Polskich została sformowana jesienią 1917 roku w Jelni, w składzie I Korpusu Polskiego w Rosji. 18 sierpnia 1917 roku do Dowództwa 2 Kaukaskiej Dywizji Grenadierów we wsi Łowcowicze przybył generał Józef Leśniewski wraz z kilkuosobową grupą oficerów celem przejęcia majątku dywizji. 11 lutego 1918 roku dywizja wyruszyła z Jelni i 2 marca przybyła do Żłobina. W czasie przemarszu dywizja poniosła trudne do oszacowania straty.

## Skład organizacyjny
W nawiasach podano nazwy repolonizowanych oddziałów armii rosyjskiej.
- Dowództwo 3 Dywizji Strzelców Polskich (2 Kaukaska Dywizja Grenadierów, ros. 2-я Кавказская гренадерская дивизия)
- 9 pułk strzelców polskich (23 Manglisski Pułk Piechoty, ros. 23-й гренадерский Манглисский полк)
- 10 pułk strzelców polskich (24 Nawtługski Pułk Piechoty, ros. 24-й гренадерский Навтлугский полк)
- 11 pułk strzelców polskich (703 Suramski Pułk Piechoty, ros. 703-й гренадерский Сурамский полк → Surami)
- 12 pułk strzelców polskich (704 Rioński Pułk Piechoty, ros. 704-й гренадерский Рионский полк)
- 3 Brygada Artylerii
- 3 dywizjon parkowy
- kompania inżynieryjna
- tabor dywizyjny
- 1 lazaret 3 Dywizji Strzelców Polskich (2 Lazaret 11 Syberyjskiej Dywizji Strzelców, ros. 2-й лазарет 11-й Сибирской стрелковой дивизии)
- oddział opatrunkowy 3 Dywizji Strzelców Polskich (rozformowany z końcem marca 1918 roku)
- 1 czołówka 14 Oddziału Czołowego (rozformowana 28 grudnia 1917 roku)
- 42 oddział epidemiczny WZZ - dr Kazimierz Parnowski
- szpital polowy PKPS (rozformowany 8 kwietnia 1918 roku)
- 72 oddział czołowy PKPS (rozformowany 8 kwietnia 1918 roku)
- 72 czołówka sanitarna PKPS

W grudniu 1917 dywizja etatowo liczyła: 320 oficerów, 29 lekarzy, 44 urzędników, 14771 żołnierzy frontowych, 2002 żołnierzy niefrontowych, około 2350 koni. Stan faktyczny wynosił odpowiednio: 329, 10, 22, 2264, 1151, ok. 1590

## Obsada personalna dowództwa 3 DSP
Dowódcy dywizji
- gen. mjr Gustaw Ostapowicz (od 5 IX 1917)
- gen. mjr Józef Leśniewski (IX – XII 1917)
- gen. mjr Wacław Iwaszkiewicz-Rudoszański (od 10 XII 1917[5])

Zastępca dowódcy dywizji
- gen. Adolf Kuczewski[6]

Szef sztabu
- ppłk Julian Kobyłecki[6]

Szefowie intendentury
- ppłk Lassotowicz
- płk Józef Wencel

Naczelni lekarze dywizji
- dr Rudziński (cz.p.o. od 1 X 1917)
- płk dr Michał Niedźwiecki (do 13 III 1918[a])
- dr Żołądkowski

Naczelni lekarze Oddziału Opatrunkowego 3 DSP
- dr Edmund Boczkowski
- dr Tadeusz Sroczyński

Naczelni lekarze 1 Lazaretu 3 DSP
- ppłk dr Jan Świątecki
- płk dr Kazimierz Kardaszewicz (V - VII 1918)